# Rumle Hammerich
Jens Peter Hamerich (Copenhage, 16 de novembro de 1954), mais conhecido como Rumle Hamerich, é um diretor de cinema e roteirista dinamarquês. Atualmente é diretor criativo da Nordisk Film.
O seu trabalho na minissérie Unge Andersen - que narra a juventude de Hans Christian Andersen - ganhou um prêmio Emmy de Melhor Filme de TV/Mini Série internacional em 2005. A série policial The Protectors (em dinamarquês: Livvagterne) ganhou o prêmio Emmy Internacional de melhor série dramática de televisão.

## Biografia
Hammerich é filho de Ida Elisabeth e Paul Hammerich. Recebeu o nome de "Rumle" quando criança. Ele é irmão da atriz e produtora Camilla Hammerich. Formou-se na na Escola Nacional de Cinema da Dinamarca em 1979.
Estreou como cineasta em 1983 com o filme infantil Otto er et næsehorn. Depois de trabalhar na Suécia no início dos anos 1990, dirigindo filmes filme de terror e infantis como Svart Lucia (1992) e Kan du vissla Johanna? (1994), ele foi nomeado diretor do departamento de ficção da rede de televisão dinamarquesa DR em 1994. Em 1998 ele deixou a DR e no ano seguinte ingressou na Nordisk Film, onde liderou a subsidiária Nordisk Film Produktion até 2003, quando foi nomeado diretor criativo da a empresa.

## Filmografia

### Cinema
- Otto er et næsehorn (1983)
- The Dog That Smiled (1989)
- Svart Lucia (1992)
- Headhunter (2009)

### Televisão
- Dårfinkar & dönickar, TV (3 episódios, 1988–90)
- Fasadklättraren, TV (1991)
- Lærerværelset, TV (6 episódios, 1994)
- Kan du vissla Johanna?, TV (1994)
- Taxa, TV series (2 episódios, 1997)
- Herr von Hancken, minissérie (2000)
- Young Andersen, minissérie (2005)
- Bron/Broen, 4ª temporada, 2018